# Johannes Erik Müller
Johannes Erik Müller (ur. 14 listopada 1877 r. w Gründholm, zm. 5 kwietnia 1965 r. w Sztokholmie) – niemiecki duchowny katolicki, pierwszy biskup sztokholmski w latach 1953–1957.

## Życiorys
Urodził się w 1877 r. w Gründholm, w Bawarii. Po ukończeniu szkoły średniej i zdaniu matury studiował teologię. 29 czerwca 1903 r. otrzymał święcenia kapłańskie. Następnie został skierowany do pracy misyjnej na terenie Szwecji. 9 października 1922 r. został mianowany wikariuszem apostolskim Szwecji oraz biskupem tytularnym Lorei. Konsekracja biskupia miała miejsce 7 stycznia 1923 r., a dokonał jej bp Eugenio Pacelli, nuncjusz apostolski w Niemczech.
29 czerwca 1953 r. po przekształceniu wikariatu w pełnoprawną diecezję, został mimo podeszłego wieku jej pierwszym ordynariuszem. 1 sierpnia 1957 r. zrezygnował z pełnienia tej funkcji, otrzymując jednocześnie od papieża Piusa XII godność arcybiskupa ad personam. Zmarł w 1965 r.